# Kurashiki
Kurashiki (jap. 倉敷市, -shi) ist eine Großstadt in der Präfektur Okayama und der ehemaligen Provinz Bitchū auf Honshū, der Hauptinsel von Japan.
Kurashiki ist eine Händlerstadt aus der Edo-Zeit. Der Name bedeutet etwa „Ansammlung von Lagerhäusern“. Es sind noch Dutzende von Bauten (Kura) erhalten, die aufgrund ihrer typischen Fassaden ein Wahrzeichen der Stadt darstellen.

## Sehenswürdigkeiten

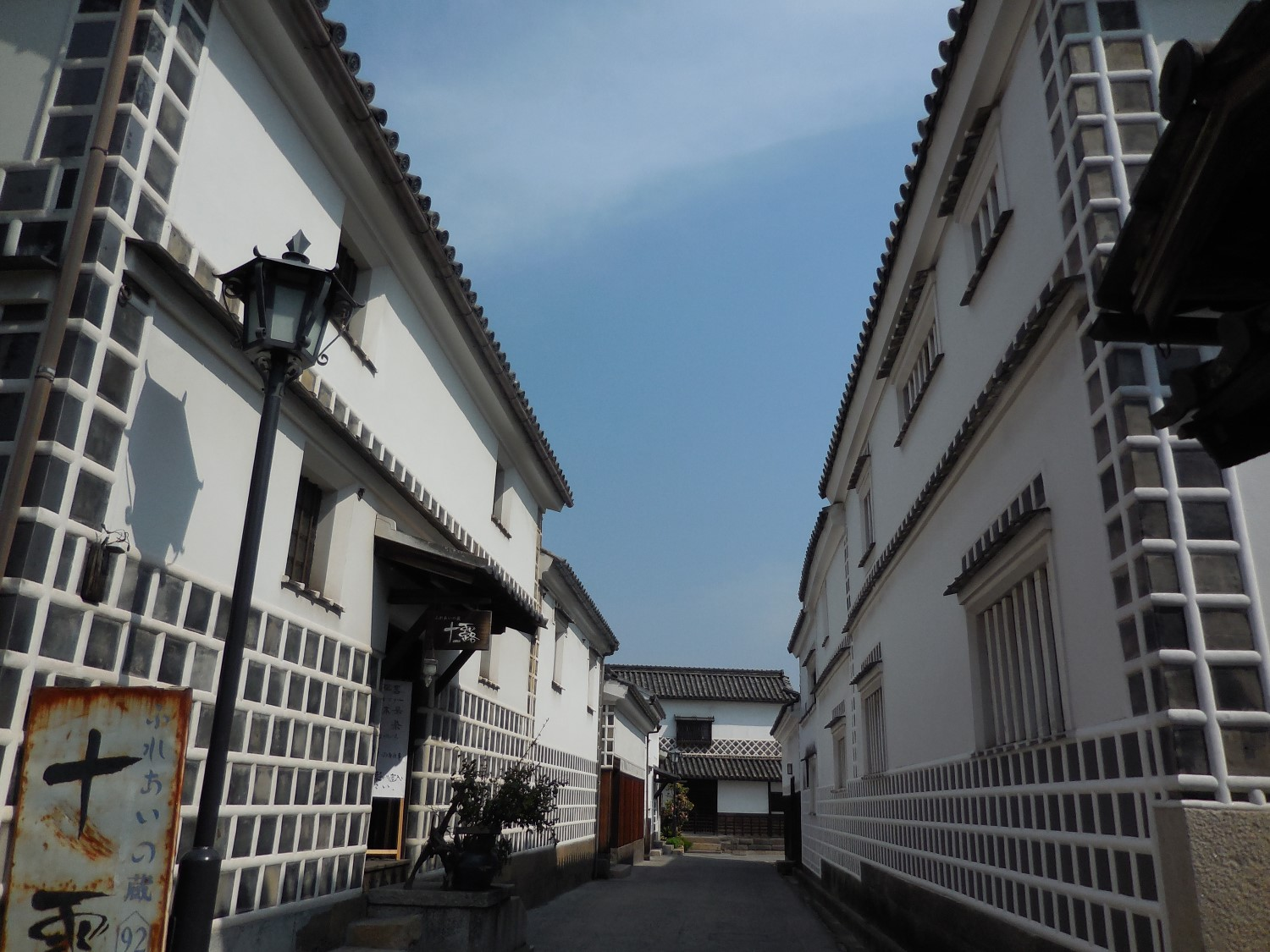
Straße mit Speichern

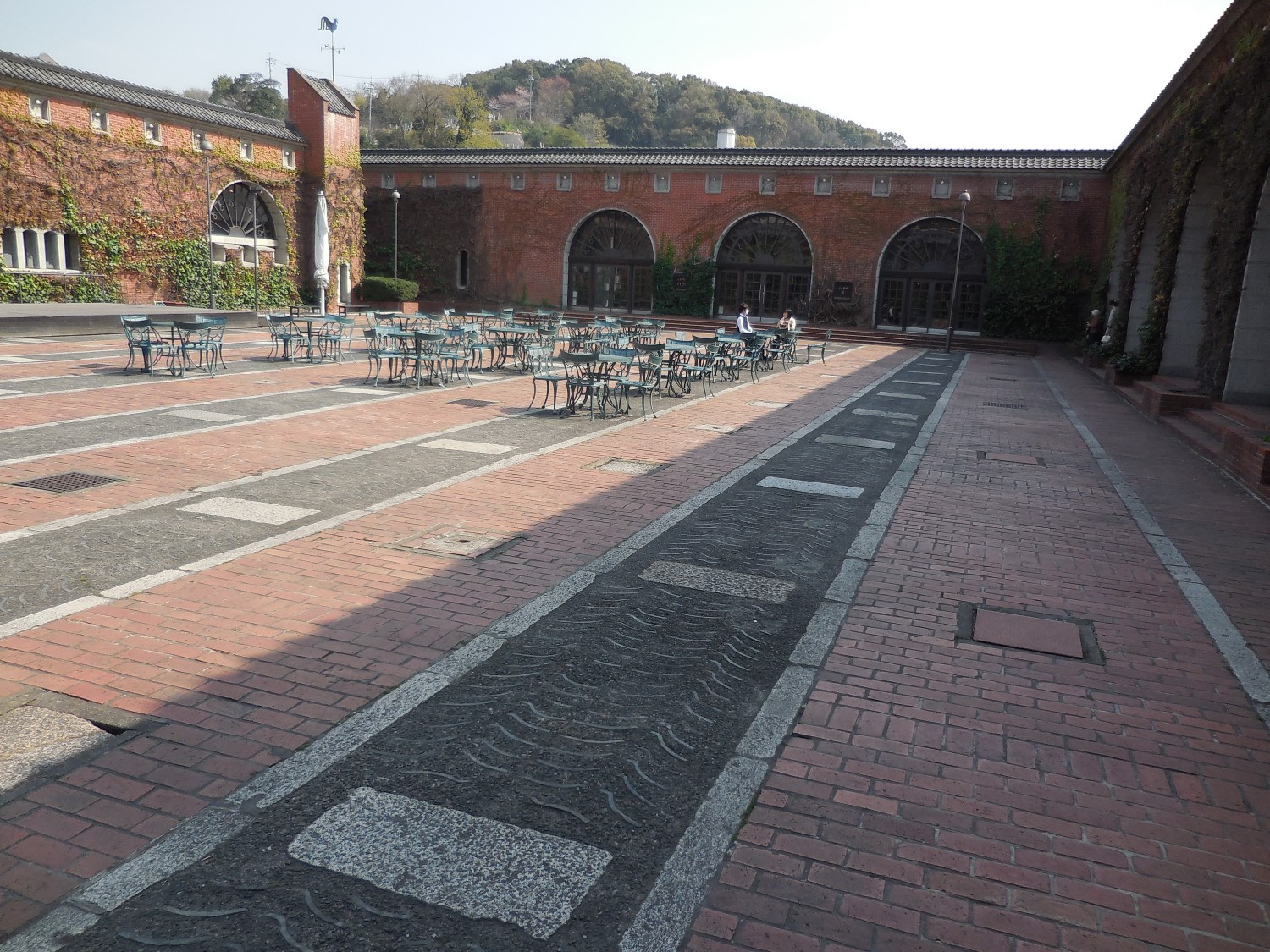
Ivy Square

Wichtig für die Entwicklung der Stadt wurde das Unternehmen Kurabo, das 1888 als Spinnerei unter dem Namen „Kurashiki Bōsekisho“ (倉敷紡績所) gegründet wurde. Erster Präsident war Ōhara Kōshirō (1833–1910), der 1889 eine der modernsten Spinnereien der Zeit errichtete, und zwar an dem Platz, an dem vorher die Shogunats-Verwaltung von Kurashiki ihren Sitz hatte.
Die Kurabo Memorial Hall wurde 1969 als eines der Projekte zum achtzigjährigen Juliläum der Gründung eingerichtet. Dazu wurde das Fabrikgelände umgewandelt in das, was heute als „Ivy Square“ bekannt ist. Dabei wurde das Baumwolllagerhaus zur Gedächtnishalle umgebaut. Dort wird in verschiedenen Räumen anhand von Objekten und Schautafeln die Entwicklung der Firma bis zum heutigen Tage gezeigt.
Noch bedeutender ist das Ōhara-Kunstmuseum, das Ōharas Sohn Magosaburō (1880–1943) gründete. Dort werden Werke der westlichen klassischen Moderne (Matisse, Renoir, Degas, Gauguin, Picasso u. a.), aber auch die japanische Moderne (Fujishima Takeji, Shikō Munakata u. a.) gezeigt.
Im Kurashiki Folk Art Museum sind Ausstellungsstücke der Volkskunst zu sehen, während das Japan Rural Toy Museum altes Spielzeug aus Japan, aber auch aus anderen Teilen der Welt zeigt. Das Kurashiki-Ninagawa-Museum zeigte bis zu seiner Schließung 2.000 Werke der antiken europäisch-mediterranen Kunst. 2003 eröffnete in dessen Gebäude das Kake-Museum für japanische und europäische Malerei.

## Verkehr
- Straße:
  - San'yō-Autobahn
  - Nationalstraße 2: nach Ōsaka und Kitakyūshū
  - Nationalstraßen 429, 430, 486
- Zug:
  - JR San’yō-Shinkansen: Bahnhof Shin-Kurashiki, nach Tokio und Hakata
  - JR San’yō-Hauptlinie: nach Kōbe und Kitakyūshū
  - JR Uno-Linie
  - JR Honshibisan-Linie
  - JR Hakubi-Linie

## Städtepartnerschaften
Kurashiki unterhält Städtepartnerschaften mit dem österreichischen Sankt Pölten (seit 1957), seit 1972 mit dem US-amerikanischen Kansas City und seit 1973 mit dem neuseeländischen Christchurch.

## Wirtschaft
Heute sind wirtschaftlich bedeutsam Spinnereien, Baustoffindustrie, chemische Industrie, sowie die Verhüttung von Eisenerz.

## Söhne und Töchter der Stadt
- Kibi Makibi, Konfuzianischer Philosoph
- Yamakawa Hitoshi (1880–1958), Intellektueller
- Kōzō Uno (1897–1977), Ökonom
- Ōhara Sōichirō (1909–1968), Unternehmer
- Hiroki Kōsai (* 1933), Astronom
- Sen’ichi Hoshino (1947–2018), Baseballmanager und ehemaliger Pitcher
- Kazutoshi Mori (* 1958), Biophysiker
- Jōichirō Tatsuyoshi (* 1970), Boxer
- Ahn Young-hak (* 1978), Fußballspieler
- Ri Han-jae (* 1982), Fußballspieler
- Erika Araki (* 1984), Volleyballspielerin
- Yukari Miyake (* 1986), Sängerin
- Daisuke Takahashi (* 1986), Eiskunstläufer
- Hiroki Narabayashi (* 1988), Fußballspieler
- Rei Ohara (* 1990), Leichtathletin
- Keiji Tanaka (* 1994), Eiskunstläufer
- Jin’yū Nasu (* 1999), Fußballspieler
- Hisatsugu Ishii (* 2005), Fußballspieler

## Angrenzende Städte und Gemeinden
- Okayama
- Tamano
- Sōja
- Asakuchi